# Benito Mariano Andrade
Benito Mariano Andrade y Uribe (Madrid, 1868-Burgos, 1934) fue un abogado, escritor, periodista y político español.

## Biografía
Nació en Madrid en 1868. Fue académico profesor de la Real Academia de Jurisprudencia y Legislación, además de abogado de los colegios de Madrid y Burgos. En su ciudad natal, dirigió la revista El Pelotari y colaboró con La Ilustración Española y Americana entre 1877 y 1879 y con otros periódicos literarios. Entre sus obras, se cuentan Carácter y vida íntima de los principales pelotaris (1894), La antropología criminal y la novela naturalista (1896), Estudios penales (1897), La fuerza irresistible (1898), Estudio de antropología criminal espiritualista (1899), La moral universal (1907), Maura y el partido conservador (1910), La iglesia y la política (1911) y Castilla ante el separatismo catalán (1921). Falleció en Burgos en 1934.